# Ga Ri
Ga Ri is een xã in het district Tây Giang, een van de districten in de Vietnamese provincie Quảng Nam. Ga Ri heeft ruim 1200 inwoners op een oppervlakte van 47,04 km².

## Geografie en topografie
Ga Ri ligt in het zuidwesten van Tây Giang tegen de grens met de provincie Sekong in de Democratische Volksrepubliek Laos. In het zuiden grenst Ga Ri aan de huyện Nam Giang. De aangrenzende xã is La Êê. De aangrenzende xã's in Tây Giang zijn Ch'ơm en  A Xan.